# Dyskografia Astro
Dyskografia Astro – południowokoreańskiej grupy.

## Albumy

### Albumy studyjne
| Rok                                            | Dane dot. albumu | Najwyższa pozycja | Najwyższa pozycja | Najwyższa pozycja | Najwyższa pozycja | Sprzedaż                       |
| Rok                                            | Dane dot. albumu | KOR               | JPN               | JPN Hot           | US World          | Sprzedaż                       |
| ---------------------------------------------- | --- | ----------------- | ----------------- | ----------------- | ----------------- | ------------------------------ |
| 2019                                           | All Light - Wydany: 16 stycznia 2019 - Wytwórnia: Fantagio Music - Format: CD, digital download, streaming            | 1                 | 11                | –                 | 6                 | - KOR: 127 850 - JPN: 27 394   |
| 2021                                           | All Yours - Wydany: 5 kwietnia 2021 - Wytwórnia: Fantagio Music - Format: CD, digital download, streaming             | 1                 | 1                 | 38                | –                 | - KOR: 360 911 - JPN: 58 259+  |
| 2022                                           | Drive to the Starry Road - Wydany: 16 maja 2022 - Wytwórnia: Fantagio Music - Format: CD, digital download, streaming | 1                 | 6                 | 8                 | –                 | - KOR: 252 989+ - JPN: 26 892+ |
| „–” oznacza, że wydawnictwo nie było notowane. | |                   |                   |                   |                   |                                |

### Minialbumy
| Rok                                            | Dane dot. albumu                                                                                               | Najwyższa pozycja | Najwyższa pozycja | Najwyższa pozycja | Najwyższa pozycja | Sprzedaż                       |
| Rok                                            | Dane dot. albumu                                                                                               | KOR               | JPN               | JPN Hot           | US World          | Sprzedaż                       |
| Koreańskie                                     | Koreańskie | Koreańskie        | Koreańskie        | Koreańskie        | Koreańskie        | Koreańskie                     |
| ---------------------------------------------- | --- | ----------------- | ----------------- | ----------------- | ----------------- | ------------------------------ |
| 2016                                           | Spring Up - Wydany: 23 lutego 2016 - Wytwórnia: Fantagio Music - Format: CD, digital download, streaming       | 4                 | –                 | –                 | 6                 | - KOR: 26 712 - JPN: 4173      |
| 2016                                           | Summer Vibes - Wydany: 1 lipca 2016 - Wytwórnia: Fantagio Music - Format: CD, digital download, streaming      | 2                 | –                 | –                 | 6                 | - KOR: 31 288 - JPN: 4297      |
| 2016                                           | Autumn Story - Wydany: 10 listopada 2016 - Wytwórnia: Fantagio Music - Format: CD, digital download, streaming | 6                 | –                 | –                 | 15                | - KOR: 64 393 - JPN: 10 539    |
| 2017                                           | Dream Part.01 - Wydany: 29 maja 2017 - Wytwórnia: Fantagio Music - Format: CD, digital download, streaming     | 1                 | 34                | –                 | 6                 | - KOR: 81 226 - JPN: 15 787+   |
| 2017                                           | Dream Part.02 - Wydany: 1 listopada 2017 - Wytwórnia: Fantagio Music - Format: CD, digital download, streaming | 2                 | 40                | –                 | 5                 | - KOR: 56 284 - JPN: 14 672+   |
| 2018                                           | Rise Up - Wydany: 24 lipca 2018 - Wytwórnia: Fantagio Music - Format: CD, digital download, streaming          | 2                 | –                 | –                 | 7                 | - KOR: 31 148 - JPN: 8069+     |
| 2019                                           | Blue Flame - Wydany: 20 listopada 2019 - Wytwórnia: Fantagio Music - Format: CD, digital download, streaming   | 2                 | 7                 | –                 | –                 | - KOR: 119 072 - JPN: 26 504+  |
| 2020                                           | Gateway - Wydany: 4 maja 2020 - Wytwórnia: Fantagio Music - Format: CD, digital download, streaming            | 1                 | 3                 | 38                | –                 | - KOR: 109 522 - JPN: 32 252+  |
| 2021                                           | Switch On - Wydany: 2 sierpnia 2021 - Wytwórnia: Fantagio Music - Format: CD, digital download, streaming      | 1                 | 2                 | 31                | –                 | - KOR: 310 979+ - JPN: 54 276+ |
| Japońskie                                      | |                   |                   |                   |                   |                                |
| 2019                                           | Venus - Wydany: 3 kwietnia 2019 - Wytwórnia: Universal Music Japan - Format: CD, digital download, streaming   | –                 | 3                 | 3                 | –                 | - JPN: 30 401+                 |
| „–” oznacza, że wydawnictwo nie było notowane. | |                   |                   |                   |                   |                                |

## Single
| Rok                                            | Tytuł                                                                                  | Najwyższa pozycja | Najwyższa pozycja | Najwyższa pozycja | Najwyższa pozycja | Album         |
| Rok                                            | Tytuł                                                                                  | KOR (Gaon)        | KOR Hot           | JPN               | US World Digital  | Album         |
| ---------------------------------------------- | -------------------------------------------------------------------------------------- | ----------------- | ----------------- | ----------------- | ----------------- | ------------- |
| 2016                                           | „Hide & Seek” (kor. 숨바꼭질 Sumbakkokjil)                                             | –                 | –                 | –                 | –                 | Spring Up     |
| 2016                                           | „Breathless” (kor. 숨가빠 Sumgappa)                                                    | –                 | –                 | –                 | 21                | Summer Vibes  |
| 2016                                           | „Confession” (kor. 고백 Gobaek)                                                        | –                 | –                 | –                 | –                 | Autumn Story  |
| 2017                                           | „Again” (kor. 붙잡았어야 해 Butjab-ass-eoya hae)                                       | –                 | –                 | –                 | –                 | Winter Dream  |
| 2017                                           | „Baby”                                                                                 | –                 | –                 | –                 | 24                | Dream Part.01 |
| 2017                                           | „Crazy Sexy Cool” (kor. 니가 불어와 (Crazy Sexy Cool) Niga bul-eowa (Crazy Sexy Cool)) | –                 | –                 | –                 | 11                | Dream Part.02 |
| 2018                                           | „Always you” (kor. 너잖아 (Always you) Neojanha (Always you))                          | –                 | –                 | –                 | –                 | Rise Up       |
| 2019                                           | „All Night” (kor. All Night (전화해) All Night (Jeonhwahae))                           | 154               | 38                | –                 | 6                 | All Light     |
| 2019                                           | „Blue Flame”                                                                           | –                 | –                 | –                 | 14                | Blue Flame    |
| 2020                                           | „One & Only”                                                                           | –                 | –                 | –                 | –                 | One & Only    |
| 2020                                           | „Knock” (kor. Knock (널 찾아가) Knock (Neol chajaga))                                  | 129               | 95                | 54                | –                 | Gateway       |
| 2020                                           | „No, I Don’t” (kor. 아니 그래 Ani geulae)                                              | –                 | –                 | –                 | –                 | –             |
| 2020                                           | „We Still (Be With U)”                                                                 | –                 | –                 | –                 | –                 | –             |
| 2021                                           | „One”                                                                                  | 17                | 94                | –                 | 15                | All Yours     |
| „–” oznacza, że wydawnictwo nie było notowane. |                                                                                        |                   |                   |                   |                   |               |

### Single album
| Rok  | Dane dot. albumu                                                                                            | Najwyższa pozycja | Sprzedaż      |
| Rok  | Dane dot. albumu                                                                                            | KOR               | Sprzedaż      |
| ---- | --- | ----------------- | ------------- |
| 2017 | Winter Dream - Wydany: 22 lutego 2017 - Wytwórnia: Fantagio Music - Format: CD, digital download, streaming | 2                 | - KOR: 23 201 |
| 2020 | One & Only - Wydany: 13 marca 2020 - Wytwórnia: Fantagio Music - Format: CD, digital download, streaming    | 4                 | - KOR: 30 000 |